# E2F

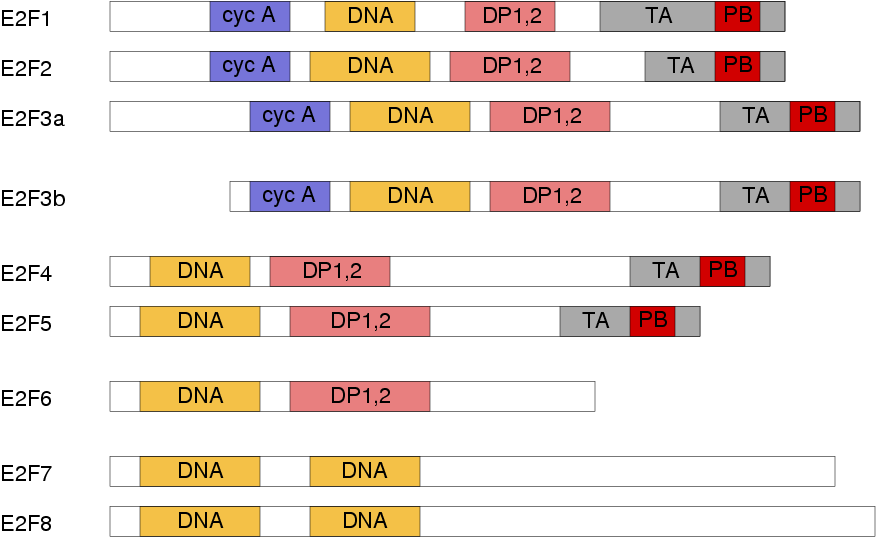
E2F-Gengruppen

E2F är en grupp av gener som kodar en familj av transkriptionsfaktorer i högre eukaryoter. De är delaktiga i reglering av cellcykeln och DNA-syntesen i däggdjursceller. Tre är aktivatorer, E2F1, E2F2 and E2F3a, och sex är suppressorer, E2F3b och E2F4 till E2F8. Bland målgenerna för E2F-familjen finns PCNA, minichromosome maintenance protein (MCM), ett antal caspaser, och vissa DNA-polymeras.